# 셰흐 알이슬람

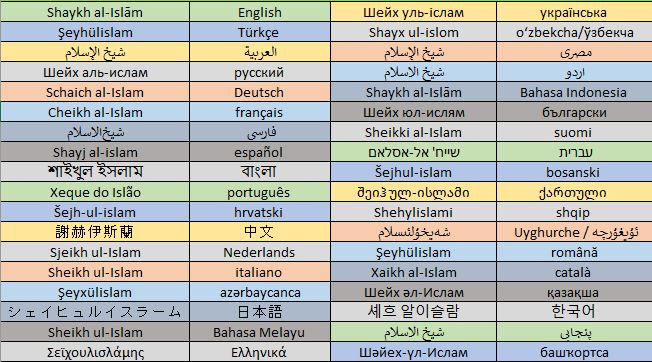
셰흐 알이슬람

셰흐 알이슬람(Sheikh al-Islam, 튀르키예어: Şeyhülislam)은 이슬람 법학의 권위자에게 붙이는 경칭이다. 오스만 제국 시기에는 종교 업무를 맡는 사람을 부르는 칭호가 되었다.
셰흐 알이슬람이라는 칭호는 터키에 공화정이 수립된 이후인 1924년에 공식적으로 폐지되었다. 1920년에 설립된 터키 국회는 정치와 종교를 분리하는 정교분리 정책을 통해 모든 종교 업무를 국가 종무국으로 이관하였다. 이후 국가 종무국의 수장을 부르는 비공식 칭호로 사용되고 있다.

## 같이 보기
- 무프티
- 샤이크
- 대무프티